# Mary Karoro Okurut
Mary Busingye Karoro Okurut (8 de diciembre de 1954-11 de agosto de 2025), más conocida como Mary Karoro Okurut, fue una educadora, autora y política ugandesa. Fue la ministra de la Oficina del Primer Ministro, en el Consejo de Ministros de Uganda desde el 6 de junio de 2016.Antes de eso, desde el 1 de marzo de 2015 hasta el 6 de junio de 2016, ocupó el cargo de ministra de Seguridad Nacional del Gabinete.
Entre 2012 y 2015, fue ministra de Género y Asuntos Sociales.
Mary Karoro Okurut también fue elegida diputada por el distrito electoral de mujeres del distrito de Bushenyi.En las elecciones del NRM, movimiento de resistencia nacional, de 2020, Karooro perdió ante Annet Katusiime Mugisha, quien fue elegida miembro del parlamento del distrito de Bushenyi en las elecciones presidenciales y parlamentarias de Uganda de 2021.

## Trayectoria
Nació en el distrito de Bushenyi el 8 de diciembre de 1954. Asistió a la escuela primaria Bweranyangi y a la escuela secundaria superior para niñas de Bweranyangi. En 1972, a los 18 años, ingresó en el Trinity College Nabbingo. En 1977 terminó la Licenciatura en Literatura (BA.Lit) en la Universidad Makerere. Tres años más tarde, en 1981, se graduó con el título de Maestría en Literatura (MA.Lit) y en 1982 obtuvo la Diplomatura en Educación (Dip.Ed), en la misma universidad.
Mary Karooro Okurut comenzó a dar clases en Makerere, en el Departamento de Literatura, en 1981. Mantuvo su condición de Profesora Titular hasta 1993. Asumió el cargo de secretaria de prensa del vicepresidente de Uganda desde 1994 hasta 1996. Entre 1996 y 1999 se desempeñó como comisionada de la Comisión de Servicios Educativos en el Ministerio de Educación de Uganda. Desde 1999 hasta 2004, ocupó el cargo de secretaria de prensa del presidente de Uganda. En 2004 ingresó a la política electiva de Uganda.Fue miembro del parlamento en representación del distrito de Bushenyi en el décimo parlamento de Uganda.

## Trabajo literario
Antes de su carrera política, fue conocida por sus contribuciones a la literatura ugandesa como escritora y como fundadora de la Asociación de Escritoras de Uganda (FEMRITE),una organización que desde entonces ha recibido atención internacional y hasta la fecha produjo una ganadora del Premio Caine, Arach Monica de Nyeko, cuyo cuento "Jambula Tree" ganó en 2007.
Las publicaciones literarias de Karooro Okurut incluyen las novelas: (a) "El gorgojo invisible" (1998) (ISBN 9789970901029 ) y (b) "La Esposa Oficial" (ISBN 9789970024018 ). También editó "A Woman's Voice" (1998) (ISBN 9789970901036 ), una colección de cuentos de escritoras ugandesas.

## Carrera política
En 2004, Mary Karooro Okurut compitió por el distrito electoral de mujeres del distrito de Bushenyi en la lista del partido político Movimiento de Resistencia Nacional. Ganó y ha representado a esa circunscripción en el Parlamento de Uganda hasta la actualidad. Se desempeñó como ,inistra de Información y Orientación Nacional desde mayo de 2011 hasta mayo de 2013, cuando fue reasignada a su expediente actual. En una reorganización del gabinete el 1 de marzo de 2015, fue nombrada ministra de Seguridad. En abril de 2020, asumió el cargo de ministra de funciones generales en la oficina del Primer Ministro.
Mary K. Okurut estuvo casada con Stanislaus Okurut hasta su fallecimiento el 5 de abril de 2014.